# Monomorium subopacum
Monomorium subopacum (лат.) — вид мелких муравьёв рода Monomorium из подсемейства мирмицин.

## Описание
Мелкие муравьи длиной около 3 мм. От близких видов отличается следующими признаками: цвет коричневый, брюшко темнее головы и груди; глаза с 9-11 омматидиями в самом длинном ряду; мезонотум плавно отходит назад к неглубокой метанотальной бороздке; головная поверхность в профиль без отстоящих волосков; спинка мезосомы без отстоящих волосков; петиоль и постпетиоль с одной парой волосков, реже постпетиоль с двумя парами. Усики с 3-члениковой булавой. Усиковые бороздки отсутствуют. Стебелёк между грудкой и брюшком состоит из двух члеников: петиолюса и постпетиолюса (последний четко отделен от брюшка), жало развито. Член комплекса видов M. subopacum из видовой группы Monomorium salomonis species group.

## Распространение
Средиземноморский регион (Мадейра, Канарские острова, от Испании до Турции и Грузии), Северная Африка (Алжир, Тунис), Афротропика, Мадагаскар, Южная Азия, Ближний Восток: Израиль, Йемен, Кувейт, Ливан, ОАЭ, Оман, Саудовская Аравия, Катар.